# Stasegembrug
Stasegembrug is een brug voor gemotoriseerd verkeer over het kanaal Kortrijk-Bossuit in de Belgische stad Kortrijk, deel van het complex R8/Spinnerijstraat-Stasegemsesteenweg, beter gekend als de paperclip. Het is te bereiken via de afrit langs de R8 in Harelbeke-Zuid, de Visserskaai, of via de oprit aan de Spinnerijstraat-Stasegemsteenweg. De brug werd gebouwd om het verkeer van twee industriezones (Harelbeke-Zuid en de Kanaalzone Kortrijk) langs het kanaal met elkaar te verbinden. 
De brug ligt net naast de brug van de R8 over het kanaal, en ligt dicht bij het bedrijf Dumoulin, en 1,3 kilometer van Stasegem.